# Олимпо (футбольный клуб)
«Оли́мпо» (исп. Club Olimpo) — аргентинский футбольный клуб из города Баия-Бланка на юге провинции Буэнос-Айрес.

## История
В клубе культивируются в основном два вида спорта — футбол и баскетбол. Причём, город Баия-Бланка считается одним из баскетбольных центров Аргентины. Однако в конце 1990-х годов и футбольная команда стала показывать высокие результаты, пробившись в 2000 году впервые в своей истории в Примеру Аргентины. После нескольких вылетов, команда в сезоне 2006/2007 выиграла обе стадии (Апертуру и Клаусуру) чемпионата Аргентины во Втором дивизионе и вернулась в элиту на сезон 2007/2008, однако опять не продержалась там дольше сезона.
В 2010 году Олимпо вновь выиграл Примеру B Насьональ и вернулся в элитный дивизион, но там команда сумела продержаться лишь два сезона. С 2014 по 2018 год команда из Баия-Бланки вновь играла в Примере.

## Достижения
- Победитель Примеры B Насьональ (3): 2001/02, 2006/07, 2009/10